# Damon Daunno
Damon Daunno (Whippany, 28 novembre 1984) è un attore, cantante e compositore statunitense, noto soprattutto come interprete di musical a Broadway.

## Biografia
Dopo la leaurea in teatro all'Università di New York ha fatto il suo debutto a Broadway nel 2010, nella commedia di Noël Coward Breve incontro. Nel 2016 ha interpretato Orfeo nella prima del musical Hadestown di Anaïs Mitchell nell'Off Broadway, un ruolo che ha interpretato anche nell'incisione discografica dello show. Nel 2018 è tornato nell'Off Broadway con il musical The Lucky Ones e per la sua performance è stato candidato al Drama Desk Award al miglior attore non protagonista in un musical, oltre a vincere il Lucille Lorter Award al miglior attore in un musical.
Nel 2018 ha interpretato il protagonista Curly in un revival del musical Oklahoma! alla St. Ann's Warehouse di Brooklyn e nel 2019 è tornato interpretare il ruolo a Broadway; per la sua performance viene candidato al Drama Desk Award, all'Outer Critics Circle Award e al Tony Award al miglior attore protagonista in un musical. Daunno ha composto anche la colonno sonora della serie televisiva Fairy Job e del musical Jesus in India, esordito a San Francisco nel 2012.
Dal 2018 è sposato con Kirsty Woodward.

## Filmografia

### Attore

#### Cinema
- Ti odio, anzi no ti amo (The Hating Game), regia di Peter Hutchings (2021)

#### Televisione
- The Following – serie TV, episodio 1x09 (2013)
- Blue Bloods – serie TV, episodio 10x12 (2020)
- La fantastica signora Maisel (The Marvelous Mrs. Maisel) – serie TV, episodio 4x03 (2022)
- Interview with the Vampire – serie TV, 1x5 (2022)

### Compositore
- Fairy Job – miniserie TV, 7 puntate (2018)

## Teatro
- The Last Goodbye, scritto e diretto da Michael Kimmel. Williamstown Theatre Festival di Williamstown (2010)
- Breve incontro, di Noël Coward, regia di Emma Rice. Studio 54 di Broadway (2010)
- The Wild Bride, scritto e diretto da Emma Rice. Berkeley Repertory Theatre di Berkeley (2011)
- Jesus in India, libretto di Lloyd Suh, colonna sonora di Damon Daunno, regia di Daniella Topol. Magic Theatre di San Francisco (2012)
- The Wild Bride, scritto e diretto da Emma Rice. St. Ann's Warehouse di New York (2013)
- Fly By Night, di Kimberly Rosenstock, Michael Mitnick e Will Connolly, regia di Bill Fennelly. Dallas Theater Center di Dallas (2013)
- Tristan & Yseult, scritto e diretto da Emma Rice. Berkeley Repertory Theatre di Berkeley (2013)
- These Paper Bullets, colonna sonora di Billie Joe Armstrong, libretto di Rolin Jones, regia di Jackson Gay. Geffen Playhouse di Los Angeles (2015)
- Hadestown, colonna sonora e libretto di Anaïs Mitchell, regia di Rachel Chavkin. New York Theatre Workshop di New York (2016)
- Beardo, colonna sonora di Dave Malloy, libretto di Jason Craig, regia di Ellie Heyman. St. John's Lutheran Church di New York (2017)
- The Lucky Ones, colonna sonora di Abigail Nessen Bengson, libretto di Sarah Gancher, regia di Anne Kauffman. Connelly Theater di New York (2018)
- Oklahoma!, colonna sonora di Richard Rodgers, libretto di Oscar Hammerstein II, regia di Daniel Fish. St. Ann's Warehouse di New York (2018)
- Oklahoma!, colonna sonora di Richard Rodgers, libretto di Oscar Hammerstein II, regia di Daniel Fish. Circle in the Square Theatre di Broadway (2019)